# Anne Bancroft
Anne Bancroft, geboren als Anna Maria Louisa Italiano (The Bronx, New York, 17 september 1931 – New York, 6 juni 2005), was een Amerikaans actrice. Ze brak bij het grote publiek door met haar rol als Mrs. Robinson in The Graduate.
Als Anne Marno begon ze in de jaren 50 haar loopbaan op televisie. In 1952 tekende ze een contract bij 20th Century Fox, waarna ze in enkele B-films speelde. Voor haar debuut Don't Bother to Knock (1952) kreeg ze het advies haar achternaam te veranderen; ze koos toen voor Bancroft omdat ze dat een elegante naam vond. In 1958 vertrok ze naar Broadway. Datzelfde jaar won ze een Tony Award voor haar rol in het toneelstuk Two for the Seesaw (verfilmd in 1962), en in 1960 kreeg ze er een voor haar rol in The Miracle Worker uit 1959 (allebei van William Gibson). Hierna ging ze weer terug naar Hollywood, waar ze in 1962 in de filmversie van The Miracle Worker speelde. Ze won er een Oscar voor, maar kon niet bij de uitreiking zijn, omdat ze toen op Broadway stond. In 1964 trouwde ze voor de tweede maal, dit keer met regisseur Mel Brooks. Haar wereldwijde doorbraak volgde in 1967 met The Graduate. Hierin speelde ze Mrs. Robinson, de ultieme 'oudere vrouw', die haar buurjongen – de veel jongere Benjamin, gespeeld door Dustin Hoffman – verleidt tot een seksuele verhouding. Voor deze rol werd ze genomineerd voor een Oscar. Ze beviel in 1972 van een zoon.
Bancroft is een van de weinige personen die 'The Triple Crown of Acting' wonnen: zowel een Oscar, een Tony als een Emmy. Ook is ze een van de weinige actrices die voor dezelfde rol zowel een Oscar als een Tony wonnen. Ze stierf op 73-jarige leeftijd aan kanker.

## Incomplete filmografie
- Don't Bother to Knock (1952)
- Nightfall (1957)
- The Miracle Worker (1962)
- The Pumpkin Eater (1964)
- The Graduate (1967), Mrs. Robinson
- Young Winston (1972), Mrs Winston
- The Hindenburg (1975)
- The Prisoner of Second Avenue (1975)
- The Turning Point (1977)
- 1977 - Jesus of Nazareth (Franco Zeffirelli)
- The Elephant Man (1980)
- To Be or Not to Be (1983)
- Garbo Talks (1984)
- Agnes of God (1985)
- Night Mother (1986)
- 84 Charing Cross Road (1987)
- Torch Song Trilogy (1988)
- Honeymoon in Vegas (1992)
- Love Potion No. 9 (1992)
- Mr. Jones (1993)
- Malice (1993)
- Point of No Return (1993)
- How to Make an American Quilt (1995)
- G.I. Jane (1997)
- Great Expectations (1998)
- Antz (1998)
- Keeping the Faith (2000)
- Heartbreakers (2001), Gloria Vogel, oplichtster